# Odnówmy Europę
Odnówmy Europę (ang. Renew Europe) – grupa polityczna w Parlamencie Europejskim IX i X kadencji, która zastąpiła frakcję ALDE, działającą w VI, VII i VIII kadencji Europarlamentu.

## Historia
Grupę utworzono w czerwcu 2019. Powstała po wyborach do Europarlamentu z maja tego samego roku i zastąpiła działającą od 2004 frakcję o nazwie Porozumienie Liberałów i Demokratów na rzecz Europy, tworzoną przez ugrupowania związane z Partią Porozumienia Liberałów i Demokratów na rzecz Europy oraz Europejską Partią Demokratyczną. Powołanie nowej grupy wiązało się z rozszerzeniem ALDE o posłów z innych ugrupowań, głównie z La République en marche prezydenta Francji Emmanuela Macrona.
W skład grupy w dniu jej założenia weszło 108 europosłów (w tym kilkunastu z Wielkiej Brytanii, których mandaty wygasły z końcem stycznia 2020), stała się tym samym trzecią pod względem liczebności frakcją (po chadekach i socjalistach). Jej przewodniczącym został były premier Rumunii Dacian Cioloș, którego w 2021 zastąpił Stéphane Séjourné. W styczniu 2024 tymczasowym przewodniczącym RE został Malik Azmani. W tym samym miesiącu na przewodniczącego frakcji wybrano następnie Valérie Hayer.
Grupę powołano również w PE X kadencji wybranym w czerwcu 2024. Ponownie na jej czele stanęła Valérie Hayer.